# Aphaenogaster donisthorpei
Aphaenogaster donisthorpei är en myrart som beskrevs av Carpenter 1930. Aphaenogaster donisthorpei ingår i släktet Aphaenogaster och familjen myror. Inga underarter finns listade i Catalogue of Life.